# Paul Cormier (homme politique)
Pour les articles homonymes, voir Paul Cormier et Cormier.
 (mai 2025).
Si vous disposez d'ouvrages ou d'articles de référence ou si vous connaissez des sites web de qualité traitant du thème abordé ici, merci de compléter l'article en donnant les références utiles à sa vérifiabilité et en les liant à la section « Notes et références ».
Paul Cormier, né le 20 mars 1921 à Houssay (Loir-et-Cher) et mort le 13 avril 1972 à Moisy (Loir-et-Cher), est un homme politique français.

## Détail des fonctions et des mandats
- 30 juin 1968 - 13 avril 1972 : Député de la 3e circonscription de Loir-et-Cher